# スタッド・アメデ＝ドメネク
スタッド・アメデ＝ドメネク（Stade Amédée-Domenech）は、フランスのブリーヴ＝ラ＝ガイヤルドにある多目的スタジアム。ラグビーユニオンの CAブリーヴのホームスタジアムである。
2004年までの正式名称は、市営スポーツパーク（Parc Municipal Des Sports）の「スタジアム（Stadium）」だった。
元ラグビーフランス代表で、1955年からCAブリーヴで選手やコーチとしても活躍したアメデ・ドメネク（Amédée Domenech）が2003年に死去したことを機に、スタッド・アメデ＝ドメネクに改称された。

## 概要
収容人数は13,979人。
1921年9月25日の開設以来、CAブリーヴのホームグラウンドである。1971年、1989年、2011年に改築が行われた。
ラグビーワールドカップ1991では、ルーマニア対フィジー戦を実施。1993年にはフランス代表とルーマニア代表とのテストマッチが行われた。